# Rappresentante in missione

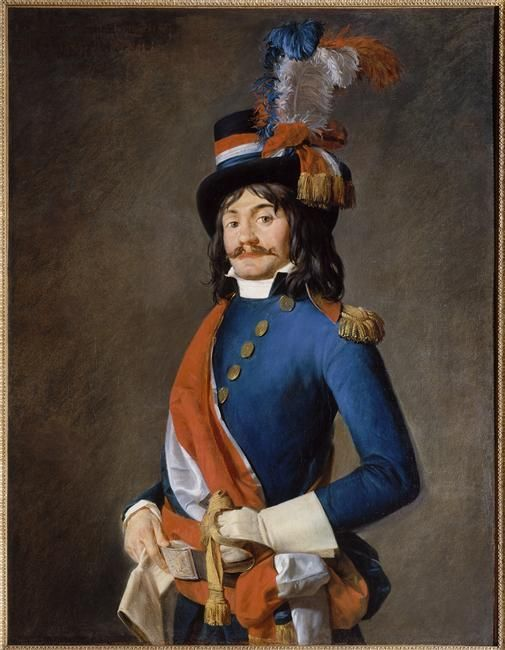
Un rappresentante in missione in uniforme; probabilmente si tratta di Édouard Jean-Baptiste Milhaud

Il rappresentante in missione (in francese représentant en mission) durante la Rivoluzione francese era un inviato straordinario della Convenzione nazionale che lo designava per mantenere la legge e l'ordine nei dipartimenti e negli eserciti e, per fare ciò, gli venivano conferiti poteri praticamente illimitati che gli permettevano di supervisionare le azioni dei militari, comprese quelle dei comandanti, con la facoltà di poter giudicare il loro operato e di comandare a loro volta comandi militari locali in caso di disordini e di istituire tribunali rivoluzionari.
I rappresentanti in missione abusarono spesso della loro carica diventando l'espressione materiale del Terrore, essi furono inviati in occasione delle Guerre di Vandea al seguito dell'esercito repubblicano per concorrere alla soppressione dell'insurrezione, dove spesso però organizzavano frettolosi processi sommari.
Esempi di rappresentanti in missione furono: Louis Saint-Just, Joseph Fouché, Louis-Marie-Stanislas Fréron, Jean-Lambert Tallien, Jean-Baptiste Carrier, Étienne Christophe Maignet, Jean-Marie Collot d'Herbois, Georges Couthon, etc.

## Analogie
La figura del rappresentante in missione fu ripresa successivamente dall'Unione Sovietica nella figura del Commissario politico che sostanzialmente svolgeva lo stesso ruolo del rappresentante in missione, cioè quello di rappresentante dello Stato incaricato di controllare le unità militari.